# Starobrněnský klášter
Starobrněnský klášter (původně latinsky Aula Sanctae Mariae / Síň svaté Marie) je klášter nacházející se v Brně, na Mendlově náměstí ve čtvrti Staré Brno. Založila ho jako klášter cisterciaček roku 1323 česká a polská královna vdova Eliška Rejčka, jež je zde pochována se svým druhem, moravským zemským hejtmanem Jindřichem z Lipé. Prostředky k výstavbě kláštera Eliška získala od krále Jana Lucemburského, který jí věnoval svůj majetek na Starém Brně. Roku 1333 byl ke klášteru přistavěn špitál, součástí areálu je také bazilika Nanebevzetí Panny Marie.
V roce 1782 byl císařským výnosem klášter zrušen a majetek připadl státu. Následujícího roku byl předán augustiniánům jako náhrada za objekt původního augustiniánského konventu u kostela svatého Tomáše na nynějším Moravském náměstí. Od té doby funguje ve starobrněnském klášteře augustiniánské Opatství svatého Tomáše.
V listopadu 2022 byl klášter s účinností od 1. července 2023 prohlášen národní kulturní památkou.

## Kostel Nanebevzetí Panny Marie

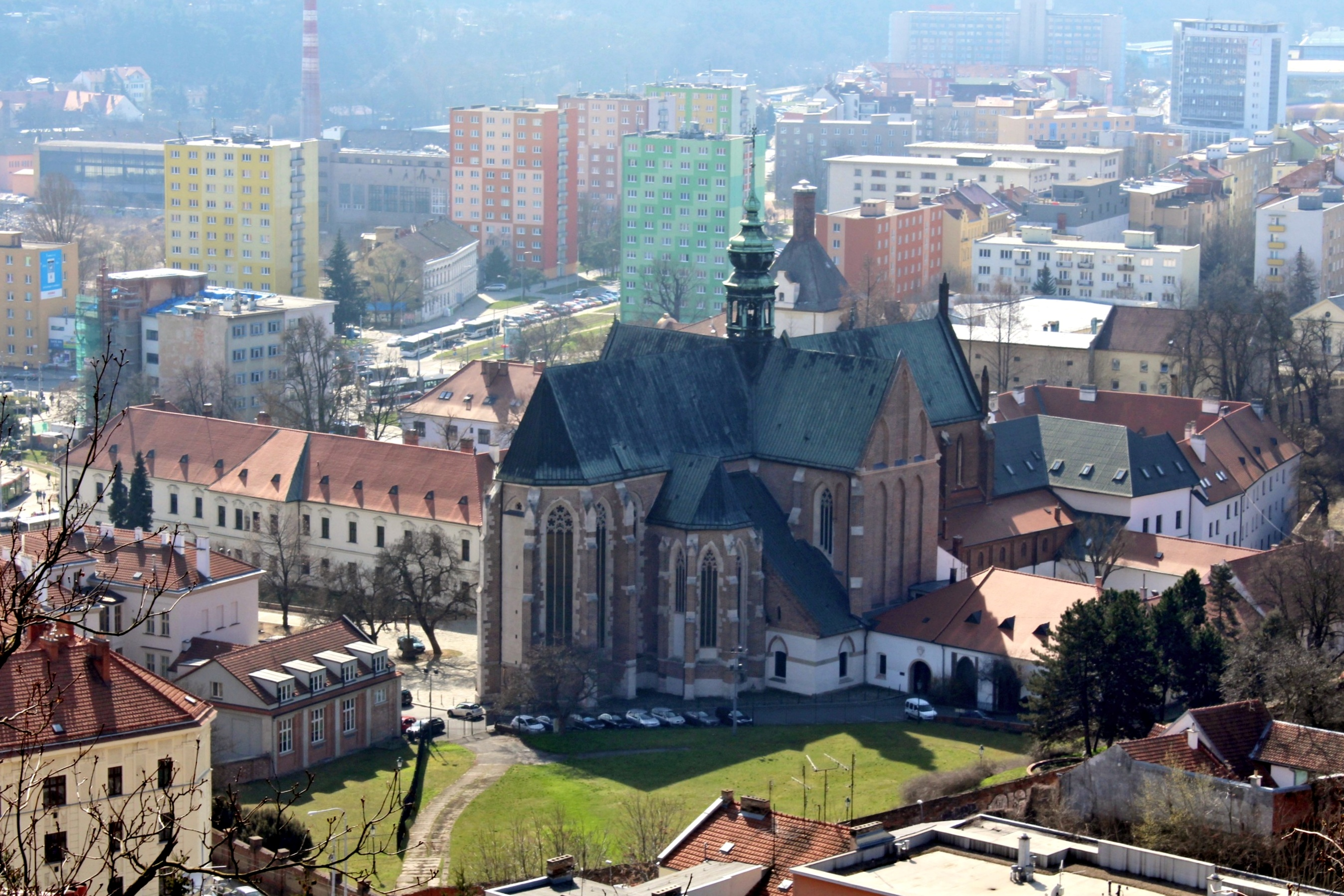
Pohled na klášter s bazilikou ze Špilberku

Součástí kláštera je gotický kostel Nanebevzetí Panny Marie. Byl vystavěn z neomítnutých cihel (slezský styl), v chrámu byly slouženy bohoslužby od roku 1333. Pod dlažbou chrámové lodi v místě označeném korunkou a písmenem E je hrobka zakladatelky Starobrněnského kláštera Elišky Rejčky a pohřben je zde i Jindřich z Lipé. Kostel byl postaven poblíž staršího kostela Nanebevzetí Panny Marie z 10. století, který stál v místě dvora. Postaven byl původně jako rotunda a ve 12. století byl přebudován do podoby jednolodní stavby s obdélníkovým presbytářem. Ten, v podobě získané poslední přestavbou na konci 13. století, přetrval v areálu kláštera až do 80. let 18. století, kdy byl zbourán. Celou složitou stratigrafii odkryl archeologický výzkum Muzea města Brna, realizovaný zde pod vedením Dany Cejnkové v 70. letech 20. století.

## Historie

### Klášter cisterciaček
Královna vdova Eliška Rejčka se na založení kláštera připravovala několik let. Když následovala svého v roce 1319 druha Jindřicha z Lipé, který byl jmenován moravským zemským hejtmanem, do Brna, začala připravovat a zvětšovat své majetky, které roku 1323 darovala nově založenému klášteru na Starém Brně, do něhož byly uvedeny cisterciačky. Nový konvent, zvaný též klášter Králové, se tak stal bohatou institucí, disponující velkým hospodářským zázemím, jehož příslušnice byly členkami významných šlechtických rodin. Pro klášter bylo vybráno místo pod hradem Špilberk, poblíž brodu přes Svratecký náhon a Svratku, nedaleko trhové osady Staré Brno. Na vybraném místě již stál gotický kostel Nanebevzetí Panny Marie dokončený nejpozději roku 1300, jenž byl farním pro Staré Brno i další vsi. K němu byly první řádové sestry přivedeny 15. května 1323 (zároveň ztratil farní funkci), zakládací listinu nového kláštera vydala Eliška Rejčka v Brně o dva týdny později. Stávající kostel sestrám provizorně sloužil do roku 1333, kdy jeho zasvěcení přešlo na nově vybudovaný klášterní kostel, dnešní baziliku Nanebevzetí Panny Marie. Po smrti Jindřicha z Lipé v roce 1329 žila Eliška Rejčka zřejmě v klášteře, kde zemřela roku 1335.
Klášter na Starém Brně disponoval díky svému královskému založení velkým majetkem. Konvent byl několikrát vypleněn, vypálen či zpustošen (za husitských válek, za česko-uherských válek, za třicetileté války), vždy však byl obnoven a díky svým finančním možnostem vypomáhal i blízkému Starému Brnu. V roce 1712 zakoupily starobrněnské cisterciačky oslavanské panství, jehož zámek byl ve středověku původně klášterem cisterciaček. Starobrněnský klášter byl zrušen za josefinských reforem dne 18. března 1782, tehdy v něm žilo 58 sester, z toho 42 chórových. Majetek zrušeného konventu převzal náboženský fond, tedy stát.

### Augustiniánské opatství

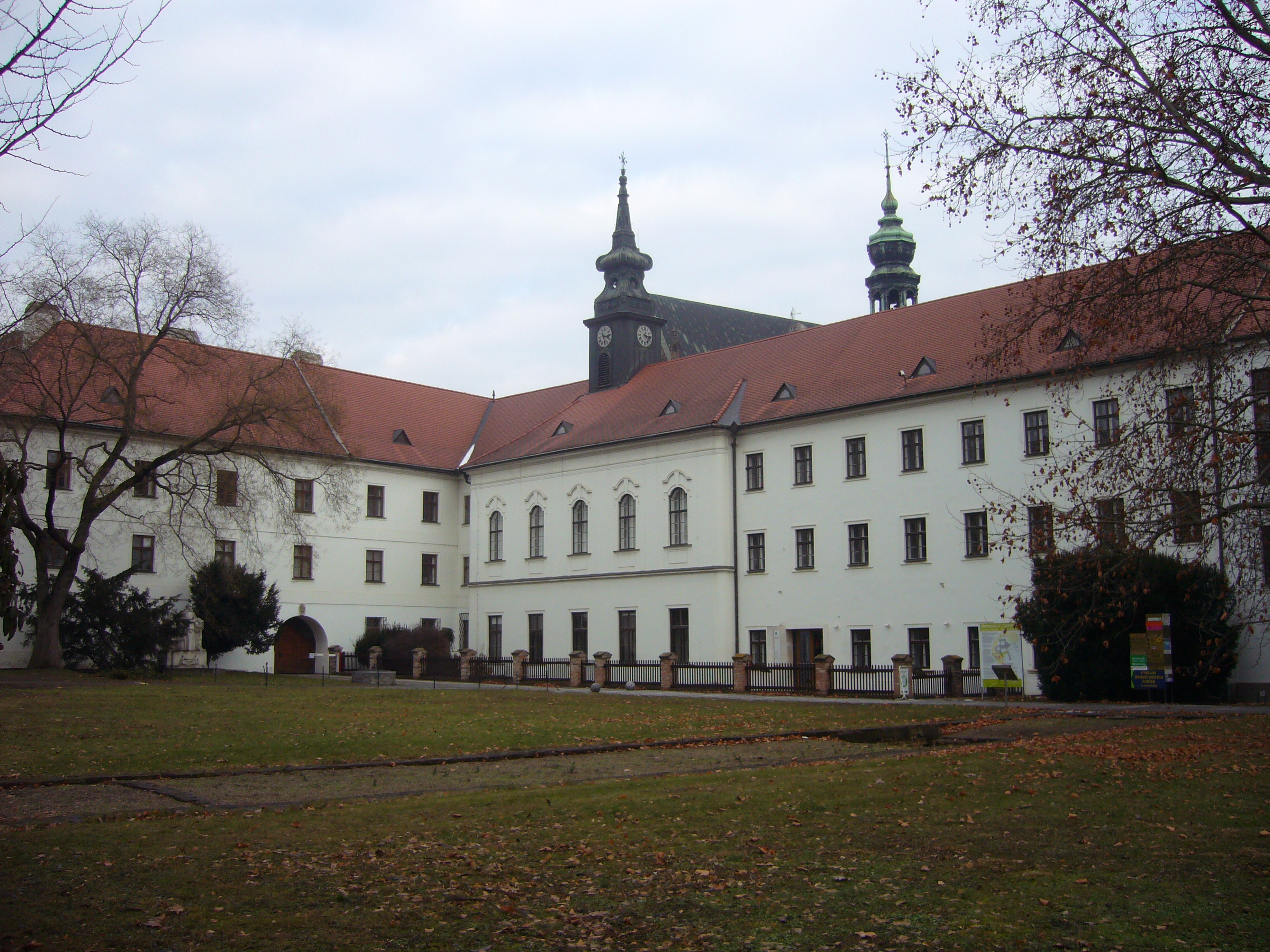
Zahrada kláštera, vzadu vlevo socha Gregora Mendela

V Brně se usadil Řád augustiniánů již v roce 1344 za podpory moravského markraběte Jana Jindřicha. Ten založil 2. února 1350 v Brně jejich klášter s chrámem svatého Tomáše, což potvrdil v roce dokončení jeho kněžiště 1356 i papež Inocenc VI. Chrám byl koncipován jako místo posledního odpočinku moravských markrabat a je v něm pohřben syn zakladatele markrabě a římský král Jošt Lucemburský. Císař Karel IV. věnoval svému bratru Janu Jindřichovi pro klášter obraz byzantsko-italského původu, Černou Madonu, jenž je uchovávána dodnes v hlavním oltáři. Klášter byl vybudován mimo město hned vedle středověkých městských hradeb, ale rozšířením opevnění se stal součástí města Brna. Význam kláštera na Moravě i v rámci řádu dosvědčuje, že v 18. století získal zvláštní papežské právo používat pro svého představeného hodnost infulovaného opata, kteréžto označení jinak augustiniáni jako žebravý řád nepoužívají. Brněnské opatství je jediným augustiniánským opatstvím na světě.[zdroj?]

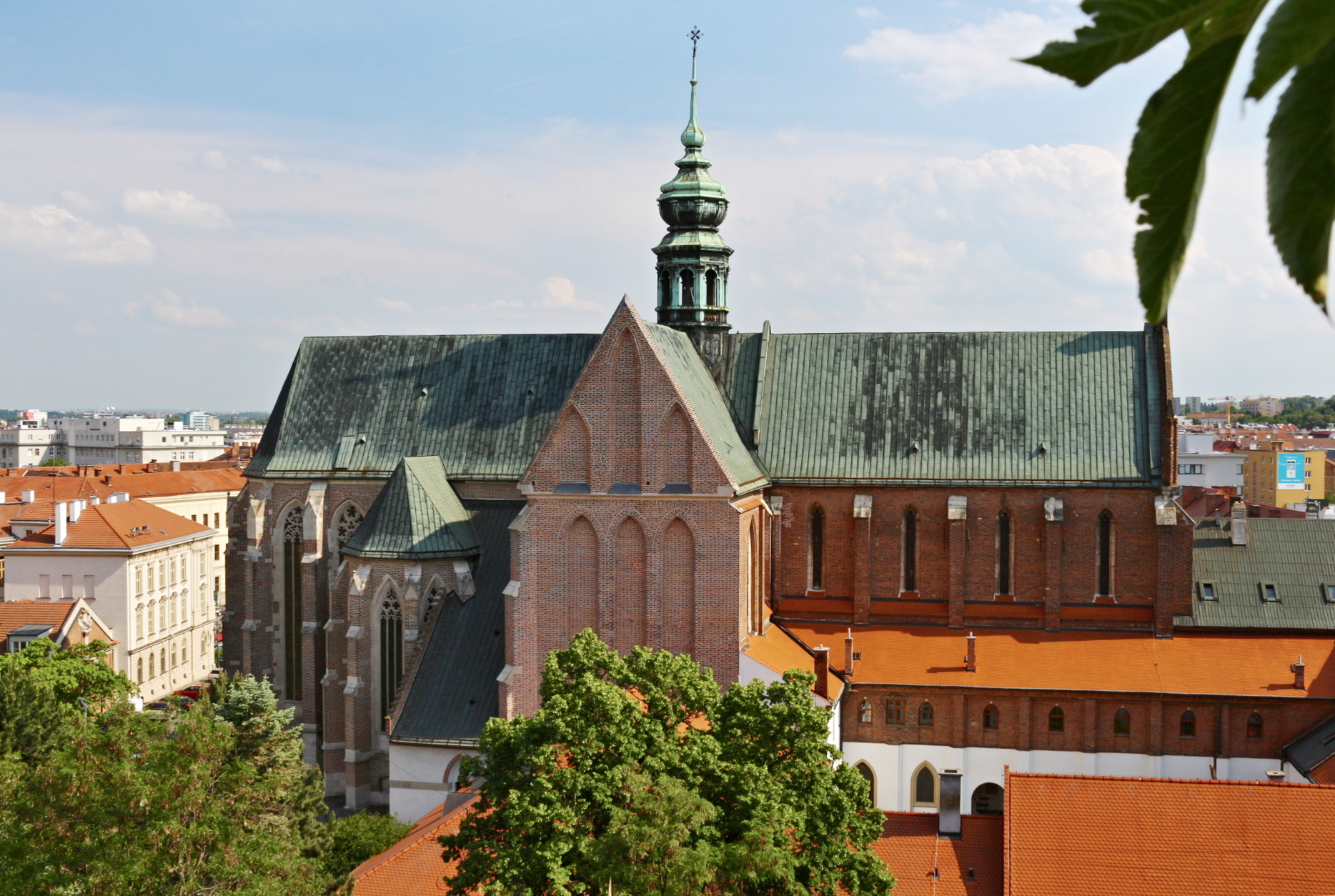
Kostel Nanebevzetí Panny Marie – pohled od Pivovarské ulice

Reformy císaře Josefa II. se augustiniánského kláštera značně dotkly, avšak význam kláštera jej ochránil před zrušením. Římskoněmecký císař a moravský markrabě Josef II. totiž nařídil výnosem z 15. března 1783, aby augustiniáni opustili stávající klášter, který pak využil pro umístění moravských politických úřadů (místodržitelství, dnes Moravská galerie na Moravském náměstí čp. 1 v Brně). Augustiniáni náhradou dostali budovy zrušeného kláštera cisterciaček s kostelem Nanebevzetí Panny Marie na Starém Brně. Papež Jan Pavel II. kostelu Nanebevzetí Panny Marie udělil titul bazilika minor apoštolským breve ze 6. října 1987. V klášteře je dnes umístěno Mendelovo muzeum Masarykovy univerzity s expozicí zakladatele genetiky Gregora Johana Mendela, jenž byl opatem kláštera v letech 1868–1884 a po němž se nyní jmenuje náměstí, na kterém se klášter nalézá. V klášteře byl z prostředků augustiniánské thurnovské hudební fundace vychováván Leoš Janáček, který zde později působil jako ředitel kůru. Z klášterního pivovaru vznikl dnešní pivovar Starobrno. Od února 2018 je v provozu expozice nového Muzea starobrněnského opatství.
Od roku 1997 byl jedenáctým opatem kláštera Lukáš Evžen Martinec, který dle svých slov požádal z důvodu dlouhodobé náročné práce o dočasné uvolnění. V lednu 2015 mu generál řádu Alejandro Moralo schválil roční dovolenou. Martinec byl od 1. února 2015 vyvázán ze služby v brněnské diecézi a ukončil svůj úřad opata ve starobrněnském klášteře. Od tohoto data tedy správu opatství převzal delegát, pověřený generálem OSA, P. Juan Ignacio Provecho Lopez OSA.
V opatství funguje od druhé poloviny roku 2014 mezinárodní komunita.

## Osobnosti starobrněnského kláštera
- František Tomáš Bratránek (1815–1884), literární vědec, německy píšící spisovatel a profesor německé literatury na Jagellonské universitě v Krakově
- Augustin Emil Dorničák (1929–2008), převor augustiniánského konventu v Domažlicích
- František Matouš Klácel (1808–1882), básník, novinář a filosof
- Pavel Křížkovský (1820–1885), hudební skladatel
- Tomáš Eduard Šilinger (1866–1913), politik a novinář

## Opati augustiniánského opatství
- 1752–1777 Matouš Josef Pertscher
- 1778–1793 Dismas Lux
- 1794–1809 Vincenc Polzer
- 1809–1824 Benedikt Eder
- 1824–1867 Cyril František Napp
- 1868–1884 Gregor Mendel
- 1884–1901 Anselm Rambousek
- 1901–1943 František Bařina
- 1946–1959 Benedikt Švanda
- 1990–1995 Tomáš Josef Martinec
- 1997–2015 Lukáš Evžen Martinec

Od roku 2015 není úřad opata obsazený, tehdy převzal správu pověřený delegát Juan Provecho.